# Potamophylax latipennis
Potamophylax latipennis – gatunek chruścika z rodziny bagiennikowatych (Limnephilidae). Potamobiont związany z rzekami średniej wielkości (potamal). Larwy dochodzące do wielkości 2,5–3 cm budują rurkowate, lekko zagięte domki z ziaren piasku. Gatunek spotykany stosunkowo często, w dużych liczebnościach.
Gatunek eurosyberyjski, występujący w całej Europie, larwy spotykane w strumieniach, rzekach i jeziorach. Limneksen, może występować w jeziorach górskich lub oligotroficznych Suwalszczyzny (lokalny limnefil).
Larwy złowiono w jeziorze zaporowym (Jezioro Pierzchalskie) Pojezierza Mazurskiego oraz w jeziorze Wigry i Hańcza na dnie kamienistym, stosunkowo często w dużych limnokrenach Wyżyny Krakowsko-Częstochowskiej i w jeziorach górskich Karkonoszy.
W Finlandii występuje bardzo pospolicie w jeziorach, stawach śródleśnych, rzekach, potokach i kanałach, licznie w strefie oligotroficznej i słaboeutroficznej jezior. W Karelii larwy spotykane w jeziorach na stanowiskach sąsiadujących z ciekami, w litoralu kamienisto-piaszczystym. Larwy stwierdzone w niektórych jeziorach Niemiec, zaś imagines łowione nad jeziorem Ładoga oraz górskimi jeziorami Bałkanów (1422 m n.p.m.).